# Třída (fytocenologie)
Třída (clasis) je nejvyšší hlavní úroveň (rank) fytocenologických jednotek. Její nejbližší hlavní podřazenou jednotkou je řád. Jméno třídy se tvoří z vědeckého názvu rostlinného druhu (nebo názvu dvou druhů oddělené spojovníkem) a přidává se koncovka -etea. Příklad: Querco-Fagetea Braun-Blanquet et Vlieger in Vlieger 1937. Za jménem se uvádí autor (autoři) jména a rok, kdy ho popsal. Nomenklatura syntaxonů včetně jmen tříd se řídí podle Mezinárodního kódu fytocenologické nomeklatury.